# Paul Put
Paul Put (* 26. Mai 1956 in Antwerpen) ist ein belgischer Fußballtrainer. Er war selbst aktiver Spieler.

## Werdegang

### Spieler
Put begann seine professionelle Fußballerlaufbahn 1965 bei Beerschot VAC. 1976 wechselte er für eine Saison zum Ligakonkurrenten Tubantia Borgerhout. Von 1977 bis 1980 spielte er drei weitere Saisons für Beerschot. Es folgten Stationen bei KSV Oudenaarde, VC Rotselaar, KSV Bornem, Union Saint-Gilloise, KFC Herentals und dem FC Wilrijk, bevor er bei Tubantia Borgerhout seine Karriere mit einer letzten Saison 1979/80 beendete.

### Trainer
Bereits ab 1988 wurde er Trainer bei seinem letzten Verein Tubantia Borgerhout. Von 1994 bis 1996 führte ihn sein Weg zu Sint-Niklase SK. In der Folge war Put zwei Jahre Cheftrainer des VC Tielen. Nach einem Jahr beim KFC Verbroedering Geel unterschrieb er beim KRC Harelbeke. Dort blieb er bis 2003.
Ab 2004 war Put Trainer beim Lierse SK und hatte einen Vertrag bis 2008 mit der Option der Verlängerung um weitere zwei Jahre. Put wurde aber wegen der schlechten Leistung des Teams im Winter 2005/06 am 3. November 2005 entlassen.
Am 5. Februar 2006 wurde durch eine Fernsehsendung bekannt, dass Put und 13 weitere Personen am Wettskandal im belgischen Fußball um den chinesischen Unternehmer Ye Zheyun beteiligt waren. Dieser Vorwurf wurde zwei Wochen später bestätigt. Put wurde vom Management von Excelsior Mouscron am 17. Februar 2006 entlassen. Er wurde für drei Jahre für sämtliche Aufgaben im Fußball gesperrt.
Am 19. Mai 2008 wurde bekannt, dass er Trainer der gambischen Fußballnationalmannschaft wird.
Der Vertrag mit Put wurde zum 31. Oktober 2011 aufgelöst, als Grund wurde das Scheitern in der Qualifikation für die Fußball-Afrikameisterschaft 2012 angegeben. 2012 übernahm er die Burkinische Fußballnationalmannschaft als Cheftrainer. Von seinem Posten dort wurde er im Februar 2015 entlassen.
Im Juni 2015 übernahm er als Trainer die Jordanische Fußballnationalmannschaft. Im November 2015 wurde er für zwei Wochen durch den Jordanischen Fußballverband vorübergehend suspendiert. Im Januar 2016 trat er von seinem Posten zurück.